# Луций Квинкций Цинцинат Капитолин
Вижте пояснителната страница за други личности с името Луций Квинкций Цинцинат.
Луций Квинкций Цинцинат Капитолин (на латински: Lucius Quinctius Cincinnatus Capitolinus) e римски политик през 4 век пр.н.е. Произлиза от патрицииската фамилия Квинкции.
През 386, 385 и 377 пр.н.е. той е консулски военен трибун.
1. ↑  L. Quinctius (29) (- f. - n.) Cincinnatus //   Посетен на 10 юни 2021 г.
2. ↑  231 //   Посетен на 10 юни 2021 г.